# Buzz Schneider
William Conrad "Buzz" Schneider (* 14. září 1954, Grand Rapids, Minnesota, USA) je bývalý americký hokejový útočník.

## Reprezentace
Dvakrát startoval na olympijských hrách. Poprvé v Insbrucku 1976 (5. místo), významnou roli sehrál při svém druhém startu v Lake Placid 1980. Zde byl s kapitánem Mikem Eruzionem nejstarším a nejzkušenějším členem týmu, který šokoval něčekaným vítězstvím nad Sovětským svazem (Zázrak na ledě) a následným ziskem zlatých medailí. Schneider vykonával funkci zástupce kapitána a sám proti SSSR skóroval.
Statistika na olympijských turnajích

### Reprezentační statistiky
| 1976 | USA | OH | 6 | 3 | 2 | 5 | 6 |
| 1980 | USA | OH | 7 | 5 | 3 | 8 | 4 |

Také se zúčastnil čtyřikrát mistrovství světa - nejprve B skupiny 1974 v Jugoslávii (postup) a poté v elitní skupině 1975 v SRN (6. místo), 1976 v Polsku (4. místo) a 1982 ve Finsku (8. místo – sestup).

## Kariéra

### Univerzitní
Do roku 1972 hrál středoškolskou ligu za celek John F. Kennedy High. Následující tři sezony strávil v celku minnesotské univerzity. Ročník 1975/76 odehrál za reprezentaci, se kterou se v úvodu připravoval na olympijské hry a absolvoval i mistrovství světa (viz výše).
Statistika v univerzitní soutěži
| Sezona            | Univerzita        | Liga              |     | Z  | G  | A  | B   | TM |
| ----------------- | ----------------- | ----------------- | --- | -- | -- | -- | --- | -- |
| 1972/73           | Minnesota         | NCAA              | 34  | 7  | 9  | 16 | 26  |    |
| 1973/74           | Minnesota         | NCAA              | 40  | 24 | 15 | 39 | 38  |    |
| 1974/75           | Minnesota         | NCAA              | 41  | 19 | 17 | 36 | 63  |    |
| Celkem tři sezony | Celkem tři sezony | Celkem tři sezony | 115 | 50 | 41 | 91 | 127 |    |

### Profesionální
Schneider byl v roce 1974 draftován do NHL klubem Pittsburgh Penguins a do konkurenční WHA celkem Minnesota Fighting Saints. Ve své první profesionální sezoně 1976/77 nastoupil ve čtyřech utkáních ve WHA za Birmingham Bulls, také ve farmářské soutěži AHL odehrál sedm utkání za Springfield Indians a jeden zápas v rámci CHL za Oklahoma City Stars. Ani v jedné ze zmíněných soutěží si nepřipsal gól ani asistenci. Podstatnou část ročníku nakonec odehrál za poloprofesionální Hampton Gulls v lize SHL, kde odehrál 42 utkání a připsal si 36 bodů za 14 gólů a 22 asistencí. V letech 1977–1979 oblékal dres Milwaukee Admirals v IHL, za tento tým sehrál dohromady 123 utkání a připsal si 64 bodů za 28 branek a 36 asistencí. Dalších sedm utkání sehrál v play off s bilancí jedné branky a dvou asistencí.
Po celý úvod ročníku 1979/80 se připravoval na olympijský turnaj v Lake Placid a po něm se již k žádnému týmu v této sezoně nepřipojil. Svojí kariéru dohrál v letech 1980–1982 ve švýcarské lize za SC Bern.

## Po kariéře
V letech 1983–2001 pracoval jako obchodní manažer v jedné minnesotské společnosti.

## Zajímavosti
- O olympijském triumfu v Lake Placid 1980 byl v roce 2004 natočen film, ve kterém Schneidera hrál vlastní syn. Ve filmu ke stejnému tématu z roku 1981 jej hrál Jonathan Sagall.
- přezdívka Buzz odkazuje na chorvatský původ a její význam je podobný slovu bratr.
- byl talentovaný také v americkém fotbale a baseballu, oba sporty současně s hokejem hrál ještě na střední škole.